# Alan Gordon
Alan Gordon (Long Beach, California, Estados Unidos, 16 de octubre de 1981) es un futbolista estadounidense retirado. Jugó 15 temporadas en la MLS hasta su retiro en 2018.

## Trayectoria

### Inicios
Gordon fue seleccionado en el SuperDraft de la MLS de 2004 (53.o en la general) por el LA Galaxy, pero no llegó a fichar un contrato con el equipo. Fue así que comenzó jugando al fútbol profesional ese mismo año con los Portland Timbers, club que en ese entonces jugaba en la USL First Division de los Estados Unidos. Con los Timbers anotó 17 goles en su primera temporada, ganó el premio al novato del año y terminó segundo en la votación del Jugador Más Valioso de la Liga.

### Los Angeles Galaxy
Para mediados de 2004, Gordon fichó a préstamo con el club que lo había elegido inicialmente en el Draft, Los Ángeles Galaxy, e hizo su debut en la MLS el 25 de septiembre de ese año en un partido ante los San José Earthquakes. Gordon jugó con Los Ángeles hasta 2010, teniendo destacadas participaciones en la US Open Cup de 2005, donde anotó 3 goles en 4 partidos y en 2008, cuando anotó 5 goles y registró 7 asistencias durante la temporada - ambos los números más altos de su carrera hasta ese entonces.

### Chivas USA
Gordon fue traspasado a Chivas USA en 2010, poco antes de jugar su partido número 100 con el LA Galaxy. Ese mismo año Gordon fue seleccionado por los Vancouver Whitecaps en el Draft de Expansión de la MLS, pero terminó siendo traspasado nuevamente al Chivas. Ese año terminó jugando 9 partidos de liga y anotando un gol con el equipo de Los Ángeles.

### Toronto FC
El 11 de marzo de 2011 Toronto FC adquirió los servicios de Gordon a cambio de Nick LaBrocca. Gordon debutó con Toronto el 26 de marzo de ese año, en la victoria 2-0 sobre los Portland Timbers. No obstante, luego de que Toronto fichase a Danny Koeverman como jugador franquicia, Gordon fue transferido a los San José Earthquakes el 14 de julio de 2011.

### San Jose Earthquakes
Gordon debutó con San Jose el 30 de julio de 2011 en un partido contra el DC United. Esa temporada terminaría jugando solo un partido más y anotando un gol debido a una serie de lesiones que lo dejaron fuera de las canchas. Sin embargo, en el 2012 tendría la mejor temporada de su carrera desde el punto de vista estadístico, anotando 10 hasta antes del inicio de la postemporada.

### Los Angeles Galaxy
Regresó a LA Galaxy en agosto de 2014. Terminó su temporada anotando cinco goles. 

### Colorado Rapids
Al inicio de la temporada 2017 de la MLS, Gordon anunció que se uniría a los Colorado Rapids como agente libre.

### Chicago Fire
El 16 de marzo de 2018, fichó por el Chicago Fire. El 28 de octubre de 2018, Gordon anunció su retiro profesional del fútbol luego del último encuentro de la temporada ante el D.C. United.

## Clubes
| Club                          | País           | Año         |
| ----------------------------- | -------------- | ----------- |
| Portland Timbers              | Estados Unidos | 2004        |
| Los Ángeles Galaxy            | Estados Unidos | 2005 - 2010 |
| Portland Timbers (a préstamo) | Estados Unidos | 2006        |
| Chivas USA                    | Estados Unidos | 2010        |
| Toronto FC                    | Canadá         | 2011        |
| San Jose Earthquakes          | Estados Unidos | 2011 - 2014 |
| Los Angeles Galaxy            | Estados Unidos | 2012 - 2016 |
| Colorado Rapids               | Estados Unidos | 2017        |
| Chicago Fire                  | Estados Unidos | 2018        |

## Selección nacional
Gordon fue llamado por primera vez a la selección de los Estados Unidos el 12 de agosto de 2012 para un amistoso frente a México tres días después. Fue convocado nuevamente en octubre del mismo año para enfrentar los partidos clasificatorios al Mundial de 2014 ante Antigua y Barbuda y Guatemala. Debutó con la selección mayor ingresando al minuto 73 en la victoria 1-2 sobre Antigua y Barbuda, entregando la asistencia a Eddie Johnson para el segundo y crucial gol de Estados Unidos.
El 17 de julio de 2013 fue uno de los cuatro jugadores que fueron añadidos a la lista de 23 seleccionados que estaban representando a la selección norteamericana en la Copa de Oro de la Concacaf 2013.
En junio de 2015 fue incluido en la lista preliminar de 35 jugadores con miras a la Copa de Oro de la Concacaf de 2015,  y aunque no fue confirmado en la lista final de 23 jugadores, sí fue uno de tres jugadores que se incorporaron al equipo una vez concluida la fase de grupos el 14 de julio, en reemplazo de Alfredo Morales, Jozy Altidore y Greg Garza.

### Participaciones en la Copa de Oro de la Concacaf
| Copa                            | Sede           | Resultado |
| ------------------------------- | -------------- | --------- |
| Copa de Oro de la Concacaf 2013 | Estados Unidos | Campeón   |
| Copa de Oro de la Concacaf 2015 | Estados Unidos | Semifinal |

## Palmarés

### Campeonatos nacionales
| Título                          | Club                 | País           | Año  |
| ------------------------------- | -------------------- | -------------- | ---- |
| Copa del Comisionado            | Portland Timbers     | Estados Unidos | 2004 |
| Copa MLS                        | Los Ángeles Galaxy   | Estados Unidos | 2005 |
| Campeonato Canadiense de Fútbol | Toronto FC           | Canadá         | 2011 |
| Supporters' Shield              | San José Earthquakes | Estados Unidos | 2012 |